# Nikos Androulakis

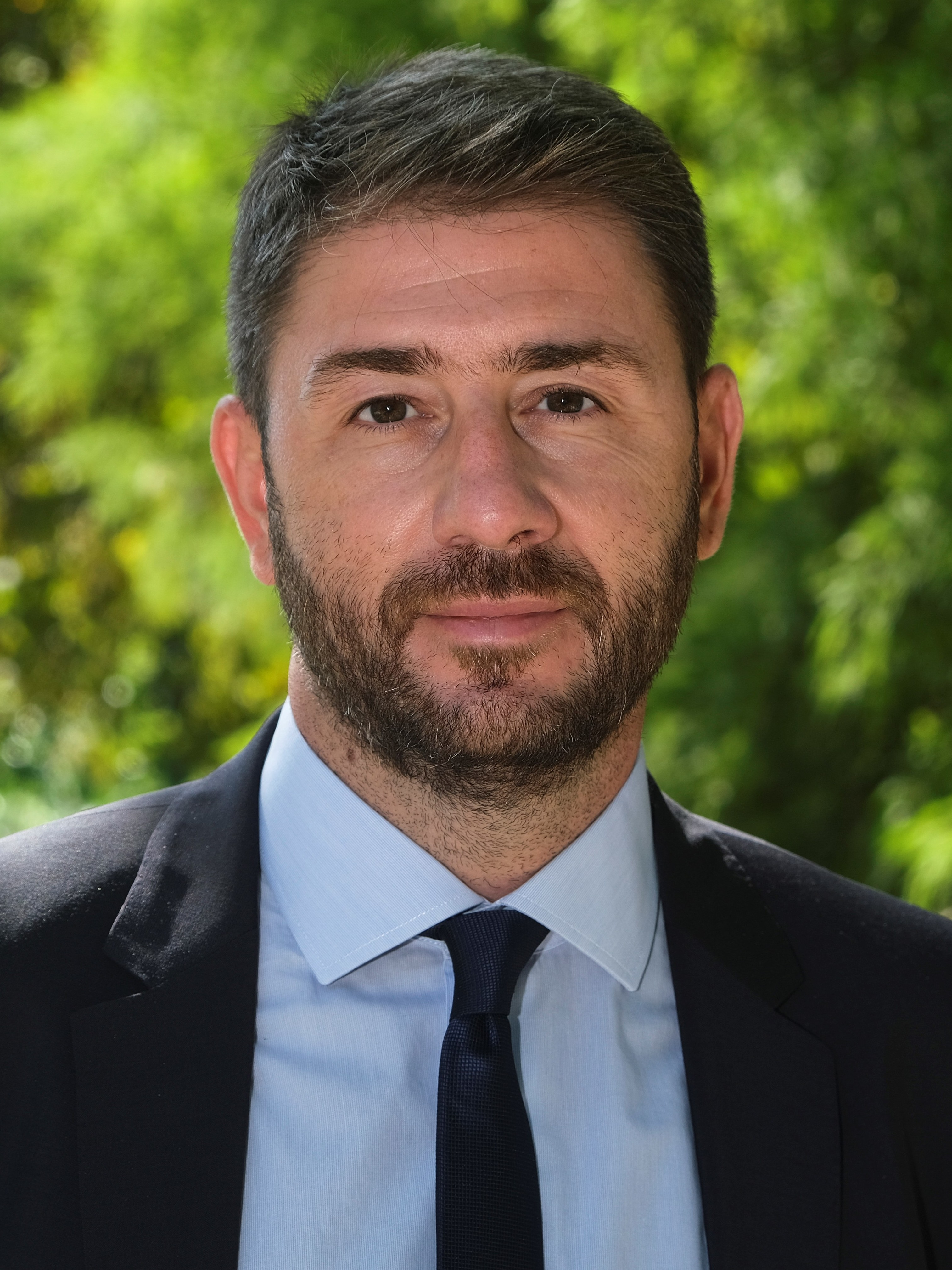
Nikos Androulakis, 2021

Nikos Androulakis (griechisch Νίκος Ανδρουλάκης, * 7. Februar 1979 in Athen) ist ein griechischer Politiker der Panellinio Sosialistiko Kinima. Seit 2021 ist Androulakis Vorsitzender der PASOK und der Kinima Allagis.

## Leben
Androulakis studierte an der Demokrit-Universität Thrakien Ingenieurswesen. Androulakis war von 2014 bis 2023 Abgeordneter im Europäischen Parlament. Dort war er Mitglied im Ausschuss für auswärtige Angelegenheiten und in der Delegation für die Beziehungen zur Volksrepublik China.
Nikos Androulakis ist seit dem 12. Dezember 2021 Vorsitzender der PASOK und der Kinima Allagis. Er setzte sich im zweiten Wahlgang mit 67,9 % der Stimmen gegenüber seinem Mitbewerber Giorgos Papandreou durch.